# Estação Nijo
Nijo é uma das estações terminais da linha Tozai do metro de Quioto, no Japão.